# Jestřabí (Libavá)
Jestřabí (deutsch Habicht) ist eine Wüstung im Okres Olomouc auf dem Gebiet des Truppenübungsplatzes Libavá. Das Bergdorf lag in einem kleinen Becken in 595 Meter Höhe im Odergebirge, westlich von Bodenstadt und circa 19 Kilometer nordöstlich von Olomouc.

## Geschichte
Der Sage nach hat der Ort seinen Namen erhalten, als schon einige Holzhütten standen. Die Einwohner suchten auf einem Thing nach einem passenden Namen für die Ansiedlung. Während der Beratung kreiste ein Greifvogel in den Lüften. Die Ansiedler fühlten sich davon inspiriert und gaben der Ansiedlung den Namen Habicht.
Das Dorf verwüstete im Jahre 1447, als die Hussiten den Ort brandschatzten, wurde aber später wieder aufgebaut. Spätestens seit dem Jahr 1559 war der Ort überwiegend von deutschsprachigen Personen bewohnt.
Im Jahr 1930 hatte der Ort laut Volkszählung 79 Häuser, in denen 359 Einwohner lebten. 
Nach dem Münchner Abkommen wurde Habicht dem Deutschen Reich zugeschlagen und gehörte bis 1945 zum Landkreis Bärn.
1945/46 wurde die größtenteils deutschsprachige Bevölkerung geschlossen vertrieben, das Dorf wurde abgerissen und die Gemeindeflur wurde Teil des Truppenübungsplatzes Libavá.